# خوان رینوسو
خوان رینوسو (انگلیسی: Juan Reynoso؛ زادهٔ ۲۸ دسامبر ۱۹۶۹) بازیکن سابق و مربی فوتبال اهل پرو است. او دوران بازی خود را در زادگاهش پرو آغاز کرد و از سال ۱۹۸۶ تا ۱۹۹۰ برای آلیانزا لیما بازی کرد. او در بیش از ۲۳۰ مسابقه با کروز آزول به عنوان کاپیتان بازی کرد و باعث شد این تیم در فصل ۱۹۹۶–۱۹۹۷ به سه گانه تاریخی دست یابد. او بعداً به نیکاکسا پیوست و در سال ۲۰۰۴ پس از انجام بیش از ۷۵ بازی بازنشسته شد.
وی همچنین در تیم ملی فوتبال پرو بازی کرده‌است.